# Veselin Topalov
Veselin Topalov (* 15. března 1975) je bulharský šachový velmistr, který byl v letech 2005 až 2006 mistrem světa mezinárodní šachové federace FIDE. V říjnu 2015 je trojkou na žebříčku FIDE s ratingem ELO 2813 bodů. Roku 2005 obdržel šachového Oskara. V Bulharsku je Topalov jednou z největších celebrit, v roce 2005 tam byl vyhlášen mužem roku. Veselin Topalov je kombinačně laděný útočný hráč a nebojí se v partiích riskovat.

## Začátky
Šachy se naučil hrát v osmi letech. Ve 12 letech se stal mistrem sportu a ve 14 letech mezinárodním mistrem. V roce 1989 zvítězil na mistrovství světa mládeže do 14 let v Portoriku a v roce 1990 získal stříbrnou medaili na mistrovství mládeže do 16 let v Singapuru. Velmistrem se stal v roce 1992. V roce 1994 hrál za Bulharsko na šachové olympiádě v Moskvě, kde podal nejlepší výkon na první šachovnici a přispěl k zisku 5. místa družstva. V roce 1995 se probojoval do světové špičky a začal se účastnit superturnajů.

## Zápasy o titul mistra světa
Na mistrovství světa FIDE 1998 hraném vyřazovacím systémem vypadl ve druhém kole s Jeroenem Piketem 0,5-1,5. Na mistrovství světa FIDE 1999 v Las Vegas skončil v osmifinále po prohře s Vladimirem Kramnikem 1-3. Roku 2000 nastoupil v dalším ročníku Dillí vypadl ve čtvrtfinále s Michaelem Adamsem 0-5-1,5.
V roce 2002 se mistrovství světa FIDE hrálo v Moskvě. Topalov se probojoval do osmifinále, kde prohrál s Alexejem Širovem 3-4. V roce 2002 se také zúčastnil Dortmundských šachových dnů, které byly zároveň kandidátským turnajem asociace profesionálních šachistů PCA o právo vyzvat tehdejšího mistra světa PCA Kramnika. Topalov se probojoval do finále, tam ale prohrál s Péterem Lékem 1,5-2,5. V roce 2004 se zúčastnil turnaje Mistrovství světa FIDE 2004, hraného opět vyřazovacím způsobem. Ve 3. kole zvítězil nad Sergejem Movsesjanem 1,5-0,5, v osmifinále zdolal Kožula 2-0 a ve čtvrtfinále Charlova stejným poměrem. V semifinále byl však poražen tehdejším vítězem a mistrem světa FIDE 2004 Rustamem Kasimdžanovem 2-4.

## Mistr světa FIDE

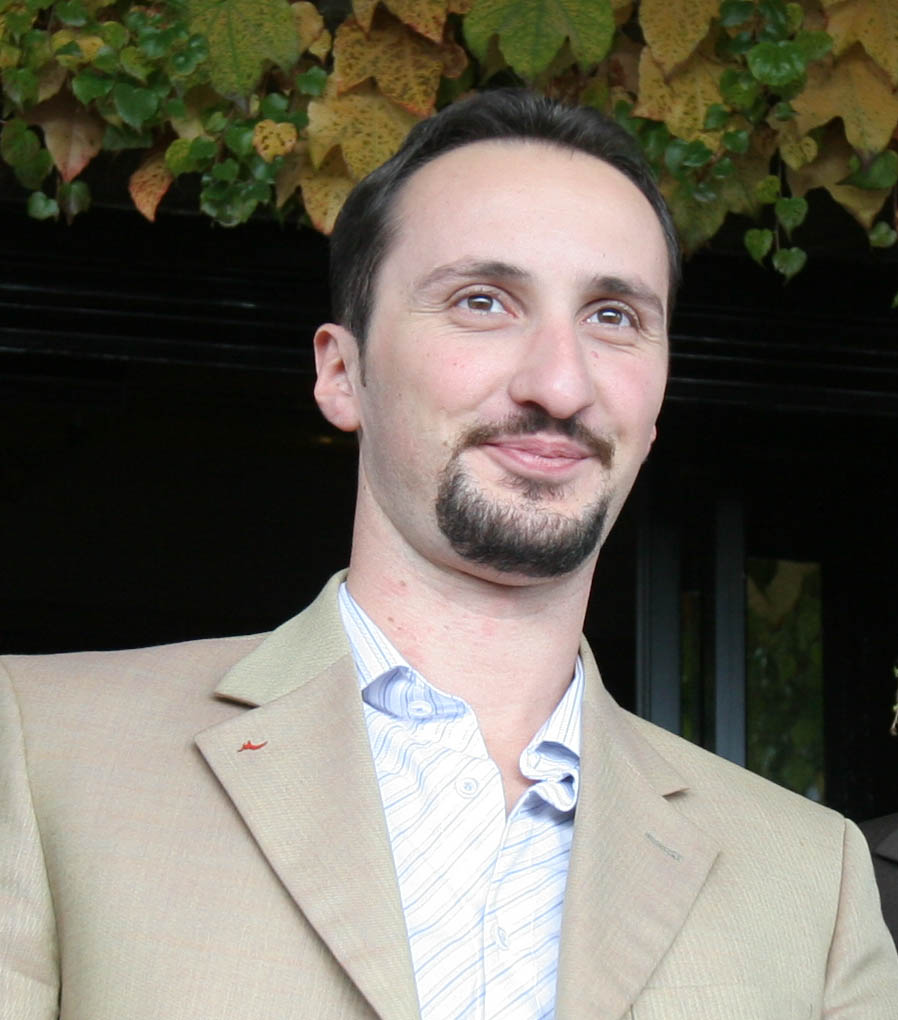
Veselin Topalov v říjnu 2005 na letišti v Sofii po zisku titulu mistra světa FIDE

Turnaj o titul mistra světa FIDE se konal roku 2005 od 27. září do 16. října v Potrero de los Funes v provincii San Luis v Argentině. Po kritice vyřazovacího systému předchozích mistrovství se o titulu rozhodovalo v turnaji osmi špičkových hráčů. Kromě Topalova zde hráli Viswanathan Anand, Péter Lékó, Alexandr Morozevič, Petr Svidler, Judit Polgárová, Rustam Kasimdžanov a Michael Adams. Hrálo se systémem každý s každým bílými i černými kameny, celkem tedy 14 partií. Topalov v první polovině získal vynikajících 6,5 bodu ze sedmi partií. Ve zbylých sedmi partiích hrál na jistotu a remizoval. S celkovým výsledkem 10 bodů ze 14 partií se stal s náskokem 1,5 bodu vítězem turnaje a mistrem světa FIDE.

## Ztráta titulu ve sjednocovacím zápase
23. září – 13. října 2006 se v Elistě konal zápas sjednocující tituly mistrů světa FIDE a PCA. Topalovovým soupeřem v zápase na 12 partií byl Vladimir Kramnik, mistr světa PCA. Bylo dohodnuto, že v případě nerozhodného výsledku následují čtyři partie v rapid šachu a v případě trvání nerozhodného stavu 2 až 3 partie bleskové. Topalovov začal zápas nešťastně prohrou v prvních dvou partiích. Zápas probíhal v dusné atmosféře a provázely ho spory. Kramnik se nedostavil k 5. partii a Topalov ji vyhrál kontumačně. V osmé partii se Topalovovi podařilo vyrovnat. Po 12 partiích byl stav nerozhodný 6-6 a rozhodovalo se v prodloužení se zrychleným tempem. Tam Topalov prohrál 1,5-2,5, a titul tak udržel Vladimir Kramnik.
Roku 2009 se Topalov utkal v zápase s Gatou Kamským a zvítězil 4,5:2,5, čímž získal právo vyzvat mistra světa Ánanda na zápas o titul. Utkání na 12 partií, odehrané v roce 2010, Topalov prohrál 6½ : 5½.

## Nejvýznamnějších šachové úspěchy
| rok  | turnaj                             | místo                 | bodů    | výsledek                    |
| ---- | ---------------------------------- | --------------------- | ------- | --------------------------- |
| 2008 | Final Chess Masters                | Bilbao                | 17/30   | 1. místo                    |
| 2008 | M-Tel Masters                      | Sofie                 | 6,5/10  | 2. místo                    |
| 2007 | Chess Champions League             | Vitoria               | 7/10    | 1. místo                    |
| 2007 | M-Tel Masters                      | Sofie                 | 5,5/10  | 1. místo                    |
| 2007 | Corus Chess Tournament             | Wijk aan Zee          | 8,5/13  | 1. místo                    |
| 2006 | M-Tel Masters                      | Sofie                 | 65,5/10 | 1. místo                    |
| 2006 | Šachový turnaj Morelia-Linares     | Morelia a Linares     | 8/14    | 3. místo                    |
| 2006 | Corus Chess Tournament             | Wijk aan Zee          | 9/13    | 1. místo                    |
| 2005 | M-Tel Masters                      | Sofie                 | 6,5/10  | 1. místo                    |
| 2005 | Šachový turnaj v Linaresu          | Linares               | 8/12    | 2. místo                    |
| 2005 | Turnaj Mistrovství světa FIDE 2005 | San Luis              | 10/14   | 1. místo - mistr světa FIDE |
| 2004 | Mistrovství světa FIDE 2004 KO     | Tripolis              |         | semifinále                  |
| 2003 |                                    | Benidorm (Španělsko)  | 7/10    | 1. místo                    |
| 2003 |                                    | León                  | 4/8     | 2. místo                    |
| 2002 |                                    | Cannes                | 6/9     | 1. místo                    |
| 2001 | Dortmundské šachové dny            | Dortmund              | 6,5/10  | 2. místo                    |
| 1997 | Dortmundské šachové dny            | Dortmund              | 5/9     | 3. místo                    |
| 1996 |                                    | León                  | 3,5/6   | 1. místo                    |
| 1996 |                                    | Madrid                | 6,5/9   | 1. místo                    |
| 1996 |                                    | Amsterdam             | 6,5/9   | 1. místo                    |
| 1995 |                                    | Polanica Zdroj        | 7,5/11  | 1. místo                    |
| 1995 |                                    | Elenite (Bulharsko)   | 6/9     | 1. místo                    |
| 1994 |                                    | Las Palmas            | 5,5/9   | 3. místo                    |
| 1993 |                                    | Madrid                | 6,5/9   | 2. místo                    |
| 1992 |                                    | Terrassa (Itálie)     | 6,5/9   | 1. místo                    |
| 1989 | Mistrovství světa do 14 let        | Aguadilla (Portoriko) |         | 1. místo                    |